# Pałac w Rudnej Małej
Pałac w Rudnej Małej – wybudowany w XX w. w Rudnej Małej.

## Położenie
Pałac położony jest we wsi w Polsce, w województwie dolnośląskim, w powiecie górowskim, w gminie Wąsosz.